# Grünamazilie
Die Grünamazilie (Saucerottia saucerottei, Syn.: Amazilia saucerrottei),  manchmal auch Stahlgrüne Amazilie oder Stahlamazilie,  ist eine Vogelart aus der Familie der Kolibris (Trochilidae). Die Art hat ein großes Verbreitungsgebiet, das etwa 250.000 Quadratkilometer in den südamerikanischen Ländern Kolumbien, Ecuador und Venezuela sowie den mittelamerikanischen Ländern Costa Rica und Nicaragua umfasst. Der Bestand wird von der IUCN als nicht gefährdet (Least Concern) eingeschätzt.

## Merkmale
Die Grünamazilie erreicht eine Körperlänge von etwa 8,9 Zentimetern. Der gerade Schnabel wird ca. 18 Millimeter lang. Der Unterkiefer ist blassrosa mit düsteren Punkten. Das Männchen ist auf der Oberseite schimmernd grün, während die Unterseite grün glitzert. Der obere Teil des gefächerten Schwanzes ist bronzebraun bedeckt, der untere Teil ist stahlblau bis schwarz und wird am Ende weißlich. Das Weibchen ist sehr ähnlich, unterscheidet sich aber durch ein graues bis bräunliches Schwanzende.

## Habitat
Der Kolibri ist vor allem in trockenem Gebüsch zu finden. So bewegt er sich gerne an Waldrändern und Kulturland sowie Gärten. Man findet ihn in Höhen bis zu 2000 Metern nahe pazifischer Berghänge.

## Verhalten
Der Vogel ernährt sich vorwiegend von Blütennektar niedriger Büsche und Gestrüpp. Außerdem ist er bemerkenswert kampflustig. Sein kelchförmiges Nest befestigt er im Geäst. Je nach Region brütet er z. B. in Santa Maria (Kolumbien) von Juli bis Oktober und in den Zentral- und Westanden von Januar bis September.

## Unterarten

Verbreitungsgebiet der Grünamazilie

Bisher sind vier Unterarten bekannt.
- Saucerottia saucerottei braccata (Heine, 1863)[2]
- Saucerottia saucerottei saucerottei (Delattre & Bourcier, 1846)[3]
- Saucerottia saucerottei warscewiczi (Cabanis & Heine, 1860).[4] Das North American Classification Committee schlägt aufgrund von genetischen Studien die Erhebung zur eigenständigen Art vor.[5]

Die Unterart Saucerottia saucerottei australis (Meyer de Schauensee, 1951) wird normalerweise als Synonym zur Nominatform betrachtet.
Die frühere Unterart Saucerottia saucerottei hoffmanni (Cabanis & Heine, 1860) bekam einen eigenen Artstatus. Der deutsche Trivialnamen lautet Blausteißamazilie (Saucerottia hoffmanni)
Sie lebt im Westen Nicaraguas sowie in West- und Zentral-Costa Rica.
Die Subspezies warscewiczi kommt im Norden Kolumbiens und dem extremen Nordwesten Venezuelas vor. Im Westen von Venezuela ist die ssp. braccata beheimatet. Dort findet man sie in den Anden bei Mérida und Trujillo. Im Nordwesten, nördlichen Zentral- und Westkolumbien kann man die ssp. saucerottei beobachten.

## Etymologie und Forschungsgeschichte
Adolphe Delattre und Jules Bourcier beschrieben die Grünamazilie unter dem Namen Trochilus Saucerrottei. Dieser Name wurde zu Ehren von Antoine Constant Saucerotte (1805–1884), einem Arzt und Hobbyornithologen aus Lunéville vergeben. Der Schreibfehler in der Originalbeschreibung (doppeltes r) ist jedoch nach Artikel 32.1.5 der Internationalen Regeln für die Zoologische Nomenklatur zu korrigieren. Das Typusexemplar stammte aus Cali im damaligen Vizekönigreich Neugranada, ein Gebiet in dem Delattre während einer seiner Reisen gesammelt hatte. 1850 führte Charles Lucien Jules Laurent Bonaparte die neue Gattung Saucerottia u. a. für die Grünamazilie ein. Die Unterarten »warscewiczi« wurde nach seinem Entdeckern benannt: Josef von Warscewicz (1812–1866) war ein polnischer Botaniker und gärtnerischer Leiter am Botanischen Garten von Krakau. Der Name »braccata« leitet sich vom lateinischen Wort »braccae« für »Hosen« ab.
Lange wurde die Art unter dem Namen Amazilia geführt, einer Gattung die René Primevère Lesson 1843 für die Bronzekopfamazilie (Amazilia candida) einführte. Später wurde die Grünbauchamazilie dieser  Gattung zugeordnet. Der Name stammt aus Jean-François Marmontels Roman Les Incas, Ou La Destruction De L'Empire Du Pérou, in dem eine Inka-Heldin namens Amazili vorkommt.